# František Slavík (Mineraloge)
František Slavík (* 18. August 1876 in Kutná Hora, Böhmen; † 27. Januar 1957 in Prag) war ein tschechischer Mineraloge und Geologe.

## Leben und Wirken
František Slavík wurde als Sohn des Historikers František Augustin Slavík in Kutná Hora geboren. Im Jahr 1895 begann er an der Karls-Universität Prag ein Studium für Naturwissenschaften, Chemie und Physik. Später begann er auch Studien der Zoologie, Botanik, Geologie und Mineralogie. Neben anderen waren Karel Vrba und Jindřich Barvíř seine Lehrer. In Chemie besuchte er Vorlesungen von Karel Preis und Bohumil Brauner. Im zweiten Jahr wurde er bei Vrba Assistent. 
Im Jahr 1899 schrieb er seine Dissertation, die sich hauptsächlich mit Erdölbohrungen beschäftigte. Von 1901 bis 1902 studierte er Kristallografie in München bei Paul Heinrich von Groth und Ernst Weinschenk.
Slavík wurde im Jahr 1905 Dozent an der Karls-Universität, 1910 Assistenzprofessor und 1916 Professor und Direktor des mineralogischen Institutes der Universität. In den Jahren 1907–1916 arbeitete er zeitgleich an der Technischen Hochschule in Prag.
1937 wurde er Rektor der Karls-Universität. Slavík, der auch zahlreiche Fremdsprachen beherrschte, nahm auch immer wieder an ausländischen Kongressen teil. 
Die Besetzung Prags durch die Deutschen im März 1939 unterbrach seine Arbeit an der Hochschule. Mit seinen beiden Studenten František Ulrich und Radim Nováček schloss er sich dem Widerstand an. Sein Institut wurde geschlossen und das Institut für Rassenlehre eingerichtet. Sie wurden ebenso wie seine Frau von der Gestapo inhaftiert und in Konzentrationslager verbracht.
Als einziger Überlebender konnte er im Jahr 1947 wieder seine Vorlesungen aufnehmen und setzte diese bis zu seinem Tod fort.

## Ehrungen und Mitgliedschaften
Er war ordentliches Mitglied der Tschechoslowakischen Akademie der Wissenschaften. Bei der Rumänischen Akademie wurde er korrespondierendes Mitglied. Bereits im Jahr 1946 erhielt er die Ehrendoktorwürde der Karls-Universität.
Ein von Rudolf Jirkovský und František Ulrich 1926 beschriebenes, neues Mineral erhielt ihm zu Ehren den Namen Slavíkit.